# Zaza Gogava
Zaza Gogava (gruzínsky: ზაზა გოგავა; * 14. července 1971 Tbilisi, Gruzínská SSR ) je gruzínský generálmajor. Od listopadu 2006 do listopadu 2008 působil jako náčelník společného štábu gruzínských ozbrojených sil a od listopadu 2008 do července 2012 jako náčelník pohraniční policie.
Gogava sloužil v letech 1989 až 1990 povinnou vojenskou službu v motorizovaných střeleckých jednotkách sovětské armády. Byl jedním z prvních gruzínských branců, kteří zběhli od sovětských sil. V roce 1994 absolvoval Státní technickou univerzitu v Tbilisi a v roce 1995 zahájil svou kariéru ve speciální pracovní skupině "Omega" v rámci gruzínských bezpečnostních služeb. Od té doby sloužil v různých protiteroristických jednotkách a subdivizích speciálních sil a v letech 1995 až 2002 byl dále vyškolen ve Spojených státech. Gogava byl v roce 2003 pověřen velením protiteroristické divize Střediska zvláštních operací a v roce 2004 elitní policejní divize zvláštních úkolů pojmenované po generálu G. Guluovi. V roce 2004 byl jmenován velitelem gruzínských sil zvláštních operací ministerstva obrany Gruzie a v roce 2006 zástupcem náčelníka generálního štábu gruzínských ozbrojených sil. Po přeskupení na ministerstvu obrany v listopadu 2006 se Gogava stal náčelníkem společného štábu ozbrojených sil Gruzie.
Gruzínský prezident Michail Saakašvili nahradil Gogavu v listopadu 2008 s tím, že je třeba řešit "nedostatky" během války s Ruskem. Gogava byl jmenován šéfem pohraniční policie a nahradil Badriho Bitsadzeho, který již dříve oznámil svou rezignaci. Gogava sloužil v této pozici až do přeskupení na ministerstvu vnitra v červenci 2012.